# Катастрофа DC-9 под Цюрихом
Катастрофа DC-9 под Цюрихом — авиационная катастрофа, произошедшая в среду 14 ноября 1990 года. Авиалайнер McDonnell Douglas DC-9-32 авиакомпании Alitalia выполнял плановый рейс AZ-404 по маршруту Милан—Цюрих, но при заходе на посадку в аэропорту Цюриха из-за преждевременного снижения врезался в гору Стадлер и разрушился. Погибли все находившиеся на его борту 46 человек — 40 пассажиров и 6 членов экипажа.

## Самолёт
McDonnell Douglas DC-9-32 (регистрационный номер I-ATJA, заводской 47641, серийный 746) был выпущен в 1974 году (первый полёт совершил 7 августа). 19 сентября того же года был передан авиакомпании Aero Trasporti Italiani (ATI), в которой получил имя Sicilia. 1 октября 1988 года был взят в лизинг авиакомпанией Alitalia. Оснащён двумя турбореактивными двигателями Pratt & Whitney JT8D-9A. На день катастрофы совершил 43 452 цикла «взлёт-посадка» и налетал 43 894 часа.

## Экипаж и пассажиры
Самолётом управлял опытный экипаж, его состав был таким:
- Командир воздушного судна (КВС) — 47-летний Раффаэле Либерта (итал. Raffaele Liberti). Очень опытный пилот, проработал в авиакомпании Alitalia 20 лет и 5 месяцев (с 15 мая 1970 года). Управлял самолётами Douglas DC-8 и Boeing 727. В должности командира McDonnell Douglas DC-9 — с 15 марта 1988 года (до этого управлял им в качестве второго пилота). Налетал 10 193 часа, 3194 из них на DC-9 (1193 из них в качестве КВС).
- Второй пилот — 28-летний Массимо Де Фрайя (итал. Massimo De Fraia). Опытный пилот, устроился в авиакомпанию Alitalia 15 июля 1989 года (проработал в ней 1 год и 3 месяца) на должность второго пилота McDonnell Douglas DC-9. Налетал 831 час, 621 из них на DC-9.

В салоне самолёта работали четверо бортпроводников:
- Адальберта Поллидори (итал. Adalberta Pollidori), 43 года.
- Витторио Каронти (итал. Vittorio Caronti), 36 лет.
- Франческа Пикоцци (итал. Francesca Picozzi).
- Марко Гисмонди (итал. Marco Gismondi), 30 лет.

| Гражданство | Пассажиры | Экипаж | Всего |
| ----------- | --------- | ------ | ----- |
| Италия      | 6         | 6      | 12    |
| Япония      | 2         | 0      | 2     |
| США         | 6         | 0      | 6     |
| Швейцария   | 26        | 0      | 26    |
| Итого       | 40        | 6      | 46    |

Всего на борту самолёта находилось 46 человек — 6 членов экипажа и 40 пассажиров.

## Хронология событий
Утром 14 ноября 1990 года в 09:27 из Дюссельдорфа в аэропорт Линате (Милан) прибыл McDonnell Douglas DC-9-32 борт I-ATJA. Сдающий экипаж сделал записи о том, что навигационный приёмник №2 не обеспечивает точное определение местонахождения самолёта и автопилот при снижении по глиссаде ниже 60 метров имеет тенденцию снижать самолет ниже глиссады, из-за чего его приходится отключать и выполнять посадку вручную. В 13:00 самолёт был принят новым экипажем (КВС Либерта и второй пилот Де Фрайя), который до этого отдыхал в гостинице на протяжении 15 часов 20 минут. Этому экипажу предстояло выполнить рейсы AZ-410 (Милан—Франкфурт-на-Майне—Милан) и AZ-404 (Милан—Цюрих—Милан). В 14:07 лайнер вылетел во Франкфурт-на-Майне. По возвращении из Франкфурта-на-Майне в Милан никаких записей в технический журнал сделано не было, но КВС на словах передал техникам, что техническая ошибка теперь наблюдается в положении «Радио 1». Оба навигационных УКВ-приёмника были заменены, после осмотра лайнер был признан полностью исправным.
В 18:36 с 6 членами экипажа и 40 пассажирами на борту рейс AZ-404 взлетел с ВПП №36R. Полёт проходил согласно установленному плану по воздушному коридору A9 на эшелоне FL200 (6100 метров) без каких-либо проблем. Через 2 минуты после занятия эшелона FL200 экипаж через VOLMET получил сводку о фактической погоде в Цюрихе, согласно которой у земли был ветер курсом 240° и скоростью 14,8 км/ч. Затем была прослушана информация ATIS, согласно которой посадка должна была выполняться на взлётную полосу №14. После обсуждения пилоты решили, что посадка в Цюрихе на ВПП №14 будет осуществляться по правой схеме захода на посадку.
В 18:52:53 экипаж получил данные для настройки высотомеров. Далее экипажу были даны указания по выполнению захода на посадку на ВПП №14. В 19:00:01 с разрешения командира второй пилот проверил навигационные карты со схемой захода на посадку. Когда рейс 404 прошёл траверз Цюриха на эшелоне FL90 (2750 метров), экипаж доложил о прохождении Клотена на эшелоне FL90. В 19:02:28 было дано указание снижаться до эшелона FL60 (1850 метров), а в 19:02:50 — занимать курс 325°. Навигационный приёмник №1 был настроен на радиомаяк Тразадинген, приёмник №2 — на радиомаяк Клотен. В 19:05:32 были переданы указания по настройке на частоту курсового радиомаяка посадки. В 19:06:20 рейсу 404 было дано указание занимать курс 110° и снижаться до 1219 метров.
Когда самолёт был на высоте 1524 метров, экипаж переключился на частоту диспетчера подхода. Затем кто-то из пилотов спросил другого, наблюдает ли он захват глиссады. Самолёт в этот момент находился на высоте 1432 метра и на 396 метров ниже глиссады, а закрылки (вероятно) были выпущены на 15°. Затем второй пилот увидел рядом другой самолёт (рейс AY 863 авиакомпании Finnair), поэтому сказал командиру о необходимости снизить скорость до 277 км/ч во избежание столкновения.
После разговора о возможном обледенении пилоты выпустили закрылки на 25°. Дальний приводной радиомаяк (ДПРМ) был пройден на высоте 914 метров и на 365 метров ниже глиссады, когда КВС сообщил о высоте 381 метр над уровнем аэродрома и установил более точное давление, что давало теперь высоту в 487 метров над уровнем аэродрома, после чего закрылки были выпущены полностью на 50°. Затем КВС сказал, что удаление от аэропорта 6,1 километров, хотя фактически оно составляло 12,8 километров.
Согласно показаниям навигационных приборов лайнер должен был уже находиться на глиссаде между дальним приводным и ближним приводным (БПРМ) радиомаяками. Но неожиданно экипаж заметил, что сигнал от ДПРМ не меняется. Через 12 секунд высота составляла 204 метра над уровнем аэродрома, фактическое удаление от торца ВПП — 10,6 километров. Убедившись, что направление сигнала от радиомаяка оставалось прежним, второй пилот доложил диспетчеру подхода о переходе на связь с башней.
При фактическом удалении 10 километров от ВПП второй пилот сказал, что ситуация бессмысленная, а через 2 секунды КВС закричал: Тяни, тяни, тяни, тяни!. Высота в этот момент составляла менее 152 метров (высота над уровнем аэродрома 106 метров), но сигнал от GPWS о малой высоте не прозвучал. Через 2 секунды второй пилот произнёс: Go-around, на что КВС ответил отрицательно. Одновременно с этим пилоты увеличили мощность двигателей, но в 19:11:18 в 9,6 километрах от аэропорта Клотен рейс AZ-404 обоими крыльями срезал верхушки деревьев, правое крыло оторвалось, лайнер опрокинулся шасси вверх и врезался в северный склон горы Стадлер на высоте 506 метров над уровнем моря и полностью разрушился. Все 46 человек на его борту погибли.

## Расследование
Расследование причин катастрофы рейса AZ-404 проводила Федеральная Комиссия по расследованию авиационных происшествий (Federal Aircraft Accidents Inquiry Board, FAAIB).
Согласно окончательному отчёту расследования, причинами катастрофы стали:
- Неверные показания навигационного приёмника №1;
- Отсутствие сигналов от GPWS;
- Неверное прочтение командиром экипажа показаний высотомера (предположительно);
- Незнание пилотов о том, что навигационный приёмник может выдавать неправильные показания без сигнала об отказе;
- Пилоты не проводили анализ ошибок навигационного приёмника;
- Невыполнение пилотами основных пунктов контрольной карты по выполнению захода на посадку;
- Плохое взаимодействие между обоими пилотами;
- КВС отменил решение второго пилота об уходе на второй круг;
- Диспетчер подхода не проконтролировал снижение самолёта ниже установленной высоты 1219 метров.

## Культурные аспекты
Катастрофа рейса 404 Alitalia показана в 18 сезоне канадского документального телесериала Расследования авиакатастроф в серии Опасное отклонение.

### Комментарии
1. ↑  Здесь и далее указано Всемирное координированное время — UTC